# 多重曝光

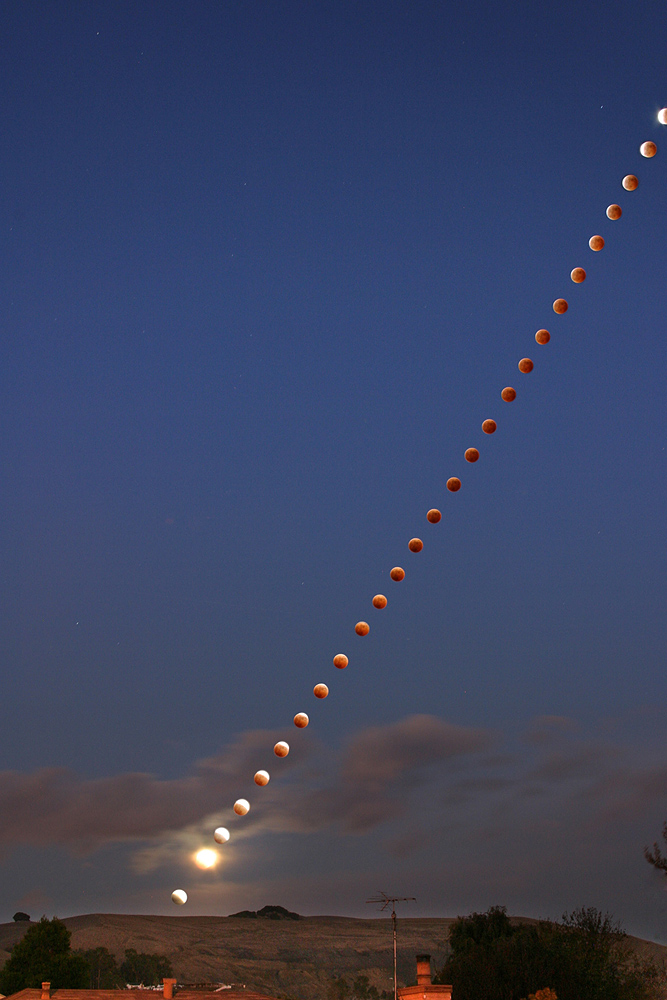
使用多重曝光方法的照片

多重曝光（英語：multiple exposure）是摄影中一种采用两次或者更多次独立曝光，然后将它们重叠起来，组成单一照片的技术方法。由于其中各次曝光的参数不同，因此最后的照片会产生独特的视觉效果。